# Vladislav Vašćuk
Vladislav Vašćuk   (Kíiv, 2 de gener de 1975) és un exfutbolista ucraïnès de la dècada de 2000.
Fou 63 cops internacional amb la selecció d'Ucraïna amb la qual participà en la Copa del Món de Futbol de 2006.
Pel que fa a clubs, defensà els colors de Dinamo de Kíiv, FC Spartak Moscou, FC Chornomorets Odessa i FC Lviv.